# عدالة إجرائية
 العدالة الإجرائية هي اتخاذ وتطبيق القرارات وفق إجراءات عادلة. يشير المفهوم إلى كيفية استيعاب وتقييم الأفراد لعدل النظام أو الإجراءات القضائية والعدلية بصورة عامة، وكيفية معاملتهم خلال عملية تحقيق العدالة بغض النظر عن النتائج التي سيحترمونها احترامًا لعدالة العملية ذاتها. وفقًا لجون رولس، يعتمد سلوك الأفراد على ما تسمح به القواعد. بدون قواعد وقوانين، لن يتسنى للفرد تحقيق أي شيء. بطبيعة الحال، إذا قام الفرد بارتكاب أي فعل دون الحصول على إذن من القانون، يُعتبر فعله مخالفة وغير قانوني. تفترض العدالة الإجرائية أن الأفراد يطالبون ببعض الحقوق والامتيازات، ولكن هناك مبادئ تحدد عملية مراضاة أو إشباع هذه المطالبات. 
يعتقد الكثيرون أن العدالة الإجرائية ليست كافية، وأن الوصول إلى نتائج عادلة أكثر أهمية من تنفيذ العمليات العادلة. في حين يرى آخرون عدالة عمليات تحقيق وإجراء العدالة، من المرجح أن تترجم إلى نتائج عادلة.